# Wojciech Szczepański
Wojciech Szczepański, ps. „Julian” (ur. 7 kwietnia 1914 w Żurawiczkach, zm. 22 lutego 1993 w Wólce Pełkińskiej) – podpułkownik, komendant obwodu jarosławskiej AK.

## Życiorys
Urodził się w rodzinie rolnika Jana (zm. 1928) i Zofii z d. Kurek (zm. 1916). Uczęszczał początkowo do szkoły powszechnej w Żurawiczkach, następnie w Przeworsku, gdzie ukończył siódmą klasę. W latach 1928–1932 jako elew pobierał naukę w Korpusie Kadetów Nr 3 w Rawiczu. Następnie uczęszczał do I Gimnazjum Miejskiego im. gen. Sowińskiego w Warszawie. Należał do organizacji młodzieżowej „Straż Przednia”. W 1933 jako ochotnik zgłosił się do służby wojskowej i otrzymał przydział do 21. Pułku Piechoty „Dzieci Warszawy”. Jako podoficer, został skierowany do Szkoły Podchorążych w Bydgoszczy. W 1938 eksternistycznie zdał maturę. W 1939 ukończył Szkołę Podchorążych w Komorowie.
W czasie kampanii wrześniowej, w szeregach 5. Pułku Piechoty Legionów uczestniczył w walkach w rejonie Wilna.
Od 1941 do marca 1943 pełnił funkcję zastępcy komendanta Obwodu Związku Walki Zbrojnej – Armii Krajowej Jarosław, a następnie, aż do rozwiązania Armii Krajowej w lutym 1945, był komendantem Obwodu, a od 1945 do 1949 prezesem WIN w województwie krakowskim. W lipcu 1944 dowodził zgrupowaniem partyzanckim. W tym samym roku został awansowany do stopnia kapitana.
Wiosną 1945 rozpoczął studia prawnicze na Uniwersytecie Jagiellońskim. Od listopada 1945 działał w Zrzeszeniu Wolność i Niezawisłość używając pseudonimów „Bartosz”, „Krystyna”, „Roman”, „Teofil”. Został aresztowany przez UB 8 stycznia 1947 i wyrokiem Wojskowego Sądu Rejonowego w Krakowie z 17 marca 1948 skazany na 6 lat więzienia oraz utratę praw publicznych i obywatelskich praw honorowych na 3 lata i przepadek całego mienia. Kara więzienia na mocy amnestii z 22 lutego 1947 została zmniejszona do 3 lat więzienia. W czasie pobytu w więzieniu wytoczono mu ponownie proces, w wyniku którego wyrokiem Wojskowego Sądu Rejonowego w Krakowie został skazany na wieloletnie więzienie. Karę odbywał w więzieniach w Krakowie przy ul. Montelupich, w Rawiczu, w Warszawie na Mokotowie i w Strzelcach Opolskich. Wyszedł na wolność 10 sierpnia 1954. Władze emigracyjne awansowały go do stopnia majora. Od 1957 do przejścia na emeryturę w 1974 pracował w Gminnej Spółdzielni „Samopomoc Chłopska” w Jarosławiu, początkowo jako wiceprezes do spraw rolnych, a następnie do spraw zaopatrzenia i zbytu. Od 1980 działał w NSZZ Rolników Indywidualnych „Solidarność”. 
6 września1989 został honorowym Członkiem Stowarzyszenia Miłośników Jarosławia, a 26 kwietnia 1991 otrzymał honorowe obywatelstwo Jarosławia. W strukturze Okręgowej Komisji Badania Zbrodni Hitlerowskich Przeciw Narodowi Polskiemu – Instytut Pamięci Narodowej w Rzeszowie na początku 1991 został wybrany do składu Zespołu Badania Zbrodni Komunistycznych popełnionych na Rzeszowszczyźnie w latach 1944–1989. 
Zmarł 22 lutego 1993 w Wólce Pełkińskiej, został pochowany na tamtejszym cmentarzu.
W 2000 został pośmiertnie mianowany pułkownikiem.
Od grudnia 1943 był mężem Marii Górskiej, z którą miał syna Antoniego (ur. 1945) i córkę Małgorzatę (ur. 1957).

## Publikacje
- Jarosław w czasie okupacji
- Burza na terenie jarosławskiego obwodu AK
- Działalność dywersyjno-sabotażowa w obwodzie Jarosławskiej AK
- Wspomnienia. Lipiec 1944 – grudzień 1957

## Ordery i odznaczenia
- Krzyż Srebrny Orderu Virtuti Militari
- Krzyż Walecznych
- Srebrny Krzyż Zasługi z Mieczami
- Medal Wojska (czterokrotnie)
- Krzyż Armii Krajowej
- Krzyż Partyzancki
- Medal „Za udział w wojnie obronnej 1939”
- Medal Zwycięstwa i Wolności 1945
- Krzyż Zrzeszenia Wolność i Niezawisłość

## Upamiętnienie
Od 22 października 1993 jedna z ulic w Jarosławiu nosi nazwę - Aleja im. Pułkownika Wojciecha Szczepańskiego. 
15 października 2006 w Zespole Szkół im. Św. Brata Alberta w Żurawiczkach odsłonięto tablicę poświęconą płk. Wojciechowi Szczepańskiemu.